# Klaus Ulonska
Klaus Ulonska (* 10. Dezember 1942 in Köln; † 14. März 2015 ebenda), eigentlich Klaus Dinckels-Ulonska, war ein deutscher Leichtathlet und Sportfunktionär.

## Leben
In seiner Jugend war Ulonska ein Sprinter, der insbesondere im Staffellauf erfolgreich war. 1961 wurde er bei den Männern mit der 4-mal-100-Meter-Staffel des ASV Köln erstmals deutscher Meister. Im selben Jahr belegte er im 100-Meter-Lauf den zweiten Platz. Bei den Europameisterschaften 1962 in Belgrad gewann er zusammen mit Peter Gamper, Jochen Bender und Manfred Germar beim 4-mal-100-Meter-Lauf die Goldmedaille. Im 200-Meter-Lauf dieser Europameisterschaften schied er jedoch im Zwischenlauf aus. In der gleichen Disziplin errang er bei den deutschen Meisterschaften 1962 den dritten Platz. 1963 folgte für den damals 1,74 m großen und 68 kg schweren Sportler schließlich erneut beim 4-mal-100-Meter-Lauf mit der Staffel des ASV Köln der Sieg bei den deutschen Meisterschaften.

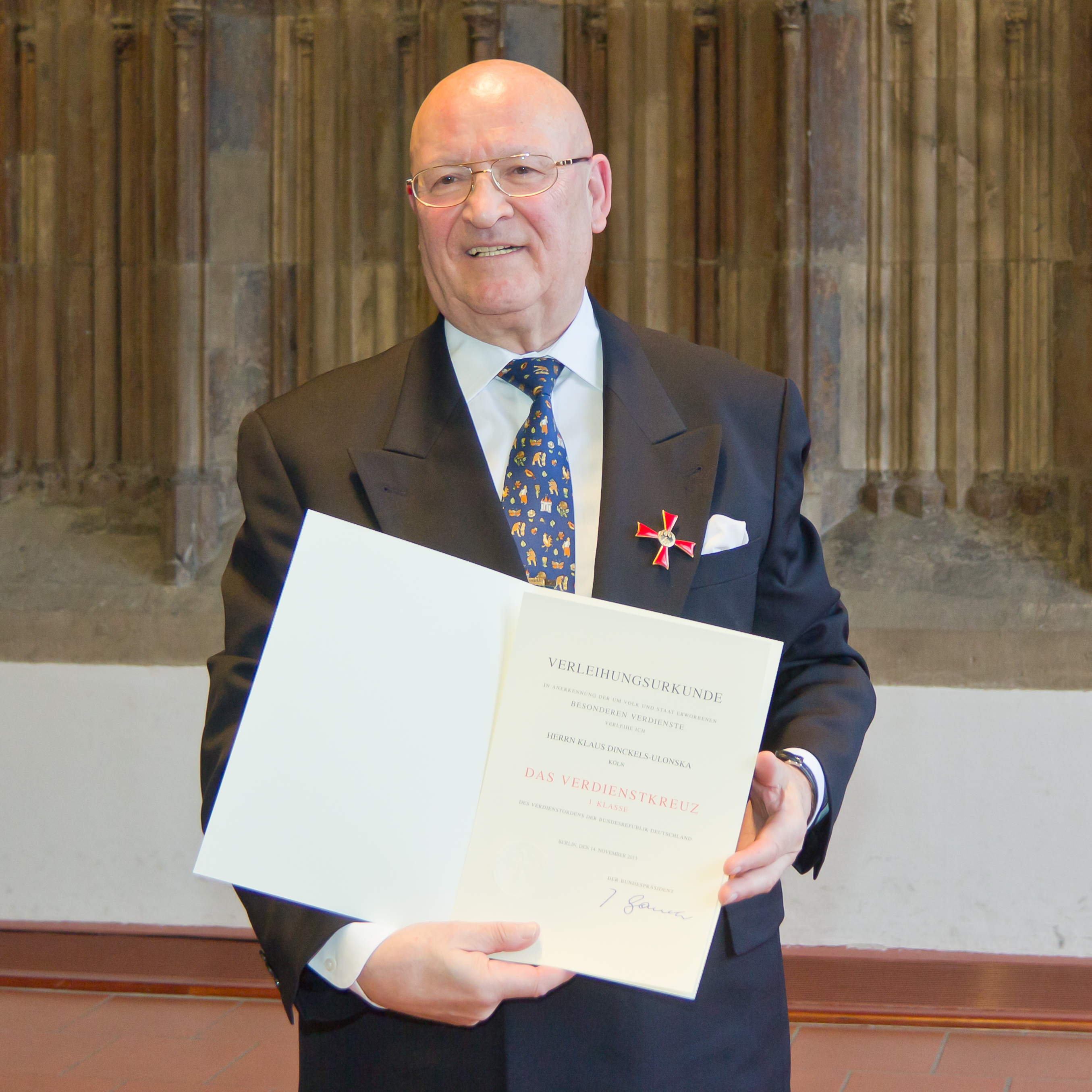
Klaus Ulonska mit der Verleihungsurkunde des Bundesverdienstkreuzes 1. Klasse (2014)

Zusammen mit dem Fußballer Wolfgang Overath absolvierte Ulonska eine kaufmännische Lehre beim Kaufhof. Später war er Geschäftsführer der Dinckels-Ulonska Bedachungsartikel GmbH in Köln, deren Leitung er 2005 aufgab.
Bereits als aktiver Leichtathlet engagierte sich Ulonska auch als Sportfunktionär und in der Politik. Für die CDU saß er viele Jahre im Rat der Stadt Köln. Des Weiteren organisierte er das erfolgreiche ASV-Sportfest und stand zeitweise dem Eissportverein Kölner EK sowie dem örtlichen Stadtsportbund vor.
Über Jahrzehnte war Ulonska überdies auch im Kölner Karneval als Sitzungspräsident sowie 1973 im Kölner Dreigestirn als Jungfrau Claudia aktiv.
2006 wurde Ulonska Erster Vorsitzender des SC Fortuna Köln, den er aus einer sportlichen und finanziellen Krise zurück in die Dritte Liga führte und bis zu seinem Lebensende leitete.
Seine Ehefrau Helge Lotte Schurr (1944–2018) hatte er während seiner aktiven Zeit als Leichtathlet kennengelernt. Ihre gemeinsame Tochter ist mit dem Unternehmer Patrick Adenauer verheiratet.

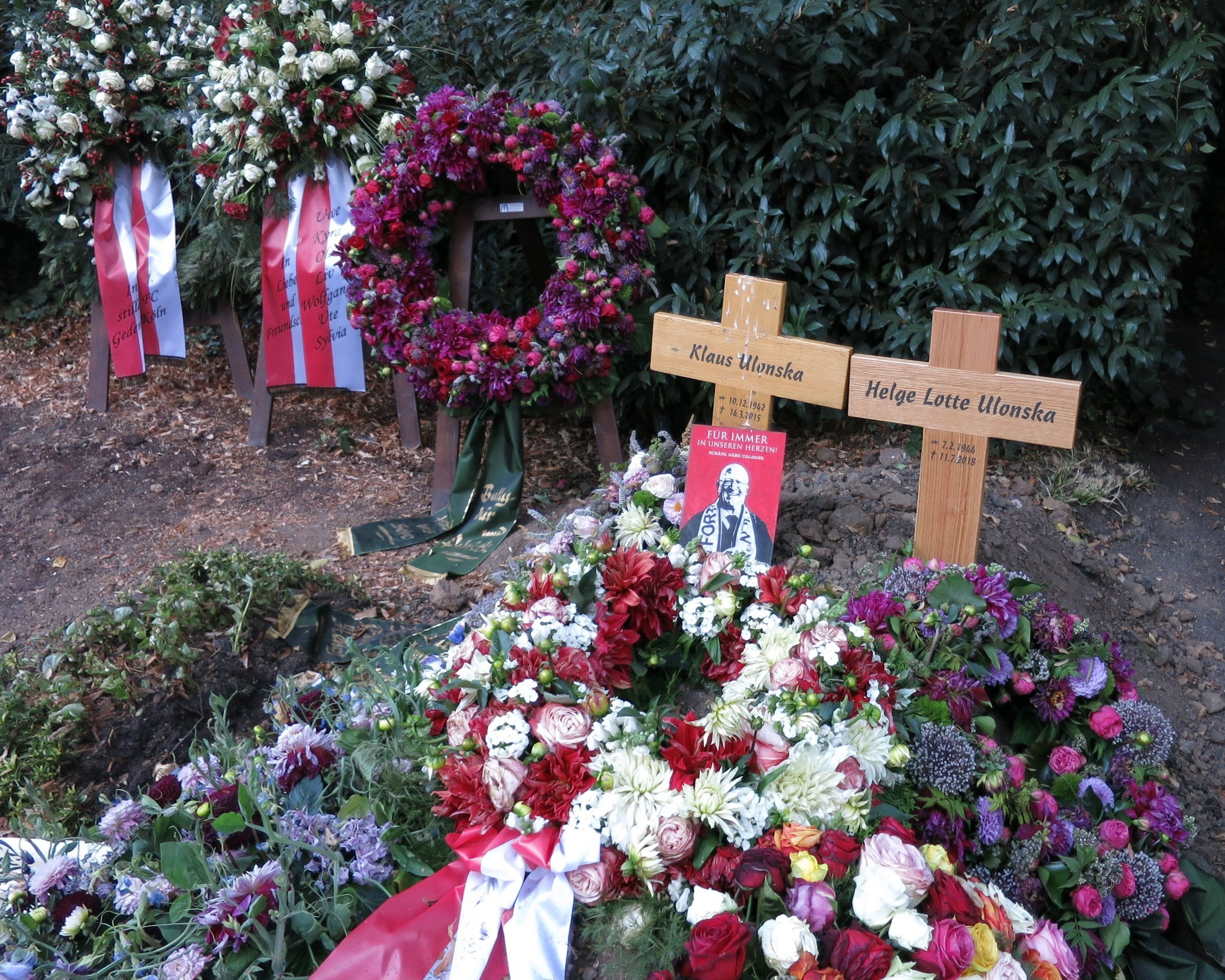
Grab auf dem Friedhof Melaten (Juli 2018)

Klaus Ulonska starb 2015 in seinem Kölner Heimatstadtteil Lindenthal an den Folgen eines Herzinfarkts. Er wurde auf dem Melaten-Friedhof beigesetzt.

### Ehrungen
Ulonska erhielt 1987 das Bundesverdienstkreuz am Bande für sein Engagement in der Kommunalpolitik und 2014 in Anerkennung seines Lebenswerks das Bundesverdienstkreuz 1. Klasse, das ihm im Beisein von Ralf Jäger, Minister für Inneres und Kommunales des Landes Nordrhein-Westfalen, von Jürgen Roters, dem Oberbürgermeister der Stadt Köln, überreicht wurde.
2019 wurde ein Fußweg am Südstadion in Köln-Zollstock ihm zu Ehren in Klaus-Ulonska-Weg benannt.
Am 5. August 2022 wurde am Vereinsheim des SC Fortuna Köln das „Denkmal für Hans "Jean" Löring, Klaus Ulonska und alle die es mit dem "Vereincher" gut meinen“, wie der Künstler es ausdrückt, eingeweiht.